# ميخائيل بلاك (محامي)
ميخائيل بلاك (بالإنجليزية: Michael Eric John Black)‏ هو قاضي ومحامي أسترالي، ولد في 22 مارس 1940 في مصر.